# Sychnacedes
Sychnacedes is een geslacht van vlinders van de familie spinneruilen (Erebidae), uit de onderfamilie Lymantriinae.

## Soorten
- S. epiclythra Collenette, 1955
- S. idiopis Collenette, 1953
- S. perroti (Oberthür, 1922)